# Guadalupe Larriva
Guadalupe Larriva González (Cuenca, 28 luglio 1953 – Manta, 24 gennaio 2007) è stata una politica ecuadoriana.

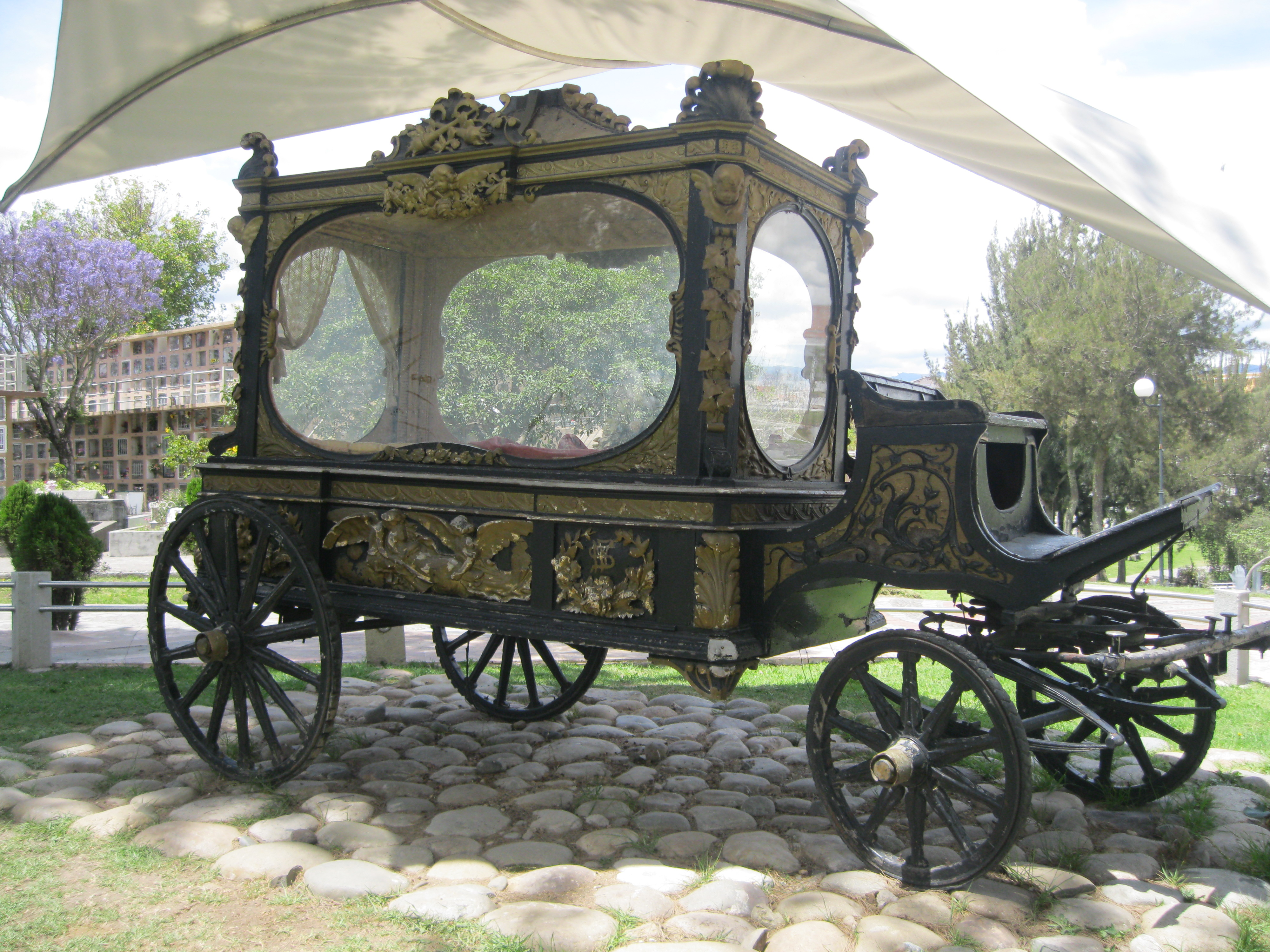
La sua carrozza funebre nel cimitero di Cuenca

Laureata in geografia ed insegnante della stessa materia presso l'università sita nella sua città natale, è stata sindacalista e presidente di Unión Nacional de Educadores, la confederazione sindacale degli insegnanti più grande dell'Ecuador. Ha militato successivamente nel Partito Socialista, venendo eletta in Parlamento nel 2003.
Divenuta presidente del partito nel 2005, confermò il suo seggio al termine delle elezioni del 2006, che videro la vittoria di Rafael Correa: la Larriva partecipò all'esecutivo guidato da quest'ultimo in qualità di Ministro della Difesa (prima donna ecuadoriana ad ottenere questo incarico). Tale nomina tuttavia non piacque alle forze armate del paese, spesso accusate di machismo e misoginia, che non vollero riconoscere una donna a capo del dicastero a cui devono fare riferimento.
Durante la sua attività ministeriale la Larriva fu spesso accusata di essere collusa con i movimenti di estrema sinistra e vennero fatte pressioni a Correa affinché la sollevasse dall'incarico; sicuramente ella si è dichiarata un'ammiratrice di Michelle Bachelet, capo del governo cileno, e di Hugo Chávez, presidente del Venezuela che ricambiava la stima.
Morì prematuramente a causa di un incidente aereo: l'elicottero su cui volava si schiantò improvvisamente sulla base militare di Manta e nella collisione morirono oltre lei anche la figlia diciassettenne Claudia Ávila e cinque ufficiali dell'esercito. Alcuni hanno ipotizzano che la tragica evenienza sia in realtà frutto di un attentato perpetuato proprio dalle Forze Armate.